# П'єр Луї Мопертюї
П'єр Луї Мопертюї (фр. Pierre-Louis Moreau de Maupertuis; *17 липня 1698—†27 липня 1759) — французький астроном та геодезист.

## Біографія

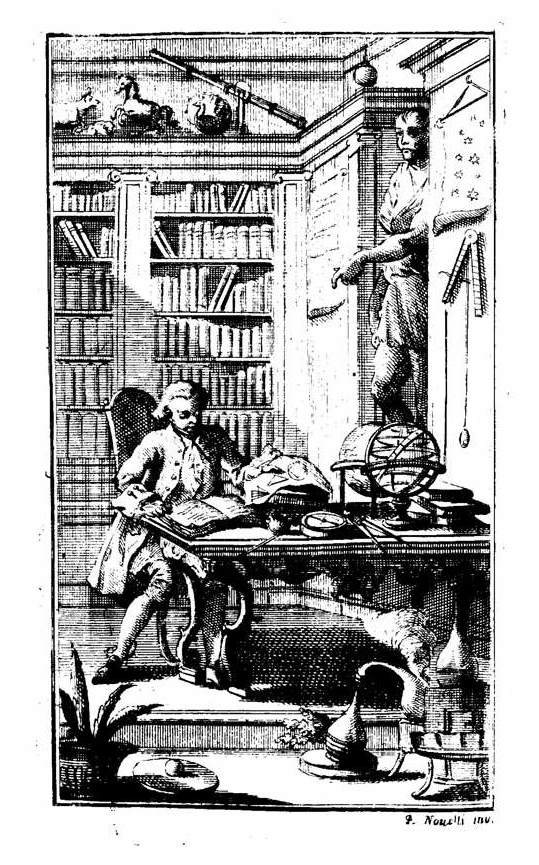
Lettres

Народився в Сен-Мало і, отримавши чудову домашню освіту, став драгунським офіцером, проте природні нахили до точних наук змусили його в 1720 році вийти у відставку і жити завершеним самітником. Побувавши в 1728 році в Англії, Мопертюї повернувся прихильником та розповсюджувачем ідей Ньютона, тоді ще мало відомого в Європі. В 1731 році Мопертюї був вибраний членом Паризької академії наук, а потім був призначений головою геодезичної експедиції для вимірювання довжини градуса меридіана в Лапландії з метою встановлення форми Землі. Підтвердженя теоретично передбаченої Ньютоном форми Землі принесло Мопертюї знаменитість.
За запрошенням короля Фрідріха II Мопертюї в 1741 р. переселився в Прусію і в 1745—1753 роках був президентом фізико-математичного відділення Берлінської академії. Останні роки свого життя провів у Парижі. Крім звітів про градусне вимірювання («La figure de la terre», «Relation du voyage au cercle polaire» та інше), написав декілька підручників з астрономії; в трактаті «Essay de Cosmologie» (1750) він виклав кілька цікавих гіпотез і, між іншим, увів у механіку поняття, відоме сьогодні як принцип найменшої дії. Повна збірка праць Мопертюї видана в Ліоні в 1768 році.
Мопертюї відомий  своєю перепалкою з Вольтером. Останній написав епіграму на безмірне честолюбство Мопертюї, який насмілився зобразити себе, у вигляді фігури, що однією рукою стискає Землю (алегоричний образ геодезиста). Нападки Мопертюї на Кеніга, який претендував на пріоритет відкриття принципу найменшої дії, спонукали Вольтера написати окрім  епіграми в «Micromegas» ще й "Доктор Акакія, папський лікар" («Docteur Akakia, medecin du pape»). Нападки Вольтера завдали сильного удару по репутації Мопертюї і навіть прискорили його смерть. Мопертюї вмер у присутності двох капуцинів: перед смертю він визнав, що християнство "веде людину до надзвичайного блага за допомогою найвеличніших із можливих засобів".
До Мопертюї звернені два віршовані послання прусського короля Фрідріха II Великого (як і всі інші вірші Фрідріха, написані французькою мовою). З німецького перекладу їх переклав на російську мову прозою молодий Г. Р. Державін — в складі знаменитих «Од, сочинённых при горе Читалагае». Під пером Державіна, котрий не знав французької мови, Мопертюї перетворився в «Мовтерпия».
На честь Мопертюї названий кратер на Місяці.